# Стандартные операционные процедуры
Стандартные операционные процедуры (СОП, анг. SOP, Standard Operating Procedure) — набор пошаговых инструкций, для однотипного выполнения последовательности каких-либо действий.
Стандартные операционные процедуры применяются в бизнесе, науке, на производстве и вообще везде, где существует необходимость повторного выполнения каких-либо действий, приводящих к нужному результату. Так как люди делают одну и ту же работу по-разному, результаты также могут отличаться, вплоть до появления некачественных продуктов (брак) и даже аварий. То же самое можно сказать и о разных компаниях даже работающих в одной сфере. Встаёт вопрос систематизации процедур, организации их в чёткую последовательность с контролем полученных результатов. 
Создание стандартных операционных процедур (СОП) наряду с процессами и потоками работ (workflow) структурирует работу организации. Международный стандарт качества ISO 9001 требует использования СОП в производственных процессах, которые могут повлиять на качество продукта.

### Структура СОП
СОП состоит из заголовка (включающего тип документа – СОП, его номер регистрации, дату создания и текущую версию), имени организации и её подразделения, а также группы работников, для которых она написана, цели СОП, определений используемых понятий, собственно процедуры (пошаговые инструкции) и приложений (иллюстрации, диаграммы, литература). В конце обычно приводится история изменений с кратким описанием кто, когда и почему изменил СОП.

### Создание СОП
После написания, редактирования и утверждения, СОП предохраняется от неконтролируемых изменений. Для этого, как правило, СОП хранятся в электронном виде в компьютерной системе управления версиями. Контроль версий также встроен в различные системы управления контентом. При необходимости СОП распечатывают, следя за уничтожением копий старых версий. 
Процесс внесения новых изменений состоит из следующих шагов: 1) планирование и запрос на изменение 2) анализ изменений 3) рассмотрение и утверждение изменений 4) проверка их эффективности 5) внедрение (создание новой версии СОП, изменение самого процесса).

### Использование СОП
Перед допуском к работе, работники обязаны пройти обучение работе с СОП под руководством сертифицированного тренера (человек, написавший СОП или умеющий её использовать и способный тренировать других) и сдать тест. Следование шагам СОП, как правило, документируется в рабочем или лабораторном журнале. При применении электронных лабораторных журналов (ELN) возможно выведение СОП на экран и пошаговый контроль производимых операций.